# Pablo Varela Server

Bischofswappen von Pablo Varela Server

Pablo Varela Server (* 2. Juli 1942 in Dénia, Provinz Alicante, Spanien; † 6. Januar 2024 in Panama-Stadt) war ein spanischer Geistlicher, Hochschullehrer und Universitätspräsident sowie römisch-katholischer Weihbischof in Panama.

## Leben
Pablo Varela Server wurde in Spanien geboren. Im Alter von sieben Jahren zog er mit seiner Familie nach Havanna, Kuba. Er begann sein Studium an der Universität von Havanna. Aus den besonderen politischen Gründen musste er sein Studium an der spanischen Universität Valencia bis zum dritten Studienjahr fortsetzen, als er den Weg der Priesterausbildung einschlug. Er erwarb Abschlüsse in Philosophie und Theologie an der Katholieke Universiteit Leuven, Belgien. Er empfing am 28. Juni 1970 die Priesterweihe in der Kapelle des Kollegs Pro Lateinamerika (spanisch Colegio Pro América Latina) der Universität Löwen durch Charles-Marie Himmer, Bischof von  Tournai, Belgien.
Der Erzbischof von Panama, Marcos Gregorio McGrath, lud ihn ein, als Lehrer und Ausbilder am Priesterseminar von San José zu arbeiten und mit der Zustimmung des Erzbischofs von Havanna nahm er die Einladung an, nach Panama zu kommen. 1972 nahm er seinen Dienst im Seminar auf. 1978 kehrte er zu einem Doktoratsstudium an die Universität zurück und promovierte in Theologie an der Päpstlichen Universität Gregoriana in Rom, wo seine Dissertation über die Methodologie der Fundamentaltheologie mit summa cum laude bewertet wurde. 1998 ernannte ihn Erzbischof José Dimas Cedeño Delgado, Erzbischof von Panama, zum Rektor des Priesterseminars San José. Im Juni 2000 wurde er zum Präsident der Universidad Católica Santa María La Antigua gewählt und übernahm dieses Amt.
Papst Johannes Paul II. ernannte ihn am 26. Februar 2004 zum Titularbischof von Macomades Rusticiana und zum Weihbischof in Panama. Die Bischofsweihe spendete ihm der Erzbischof von Panama, José Dimas Cedeño Delgado, am 17. April desselben Jahres; Mitkonsekratoren waren Erzbischof Giacomo Guido Ottonello, Apostolischer Nuntius in Panama, und Oscar Mario Brown Jiménez, Bischof von Santiago de Veraguas.
Papst Franziskus nahm am 26. April 2019 seinen altersbedingten Rücktritt an.